# Guillermo Haro
 (avril 2020).
Si vous disposez d'ouvrages ou d'articles de référence ou si vous connaissez des sites web de qualité traitant du thème abordé ici, merci de compléter l'article en donnant les références utiles à sa vérifiabilité et en les liant à la section « Notes et références ».
Guillermo Haro Barraza, né le 21 mars 1913 et mort le 26 avril 1988, est un astronome mexicain.

## Biographie
Le professeur Guillermo Haro est né le 21 mars 1913 à Mexico où il grandit au moment de la révolution mexicaine. Il étudia la philosophie à l'université nationale autonome du Mexique (UNAM). Il s'intéressa à l'astronomie et grâce à sa motivation et à son enthousiasme, il fut engagé en 1943 comme assistant au nouvel observatoire astrophysique de Tonantzintla. De façon à poursuivre sa formation en astronomie, il se rendit aux États-Unis et travailla de 1943 à 1944 à l'observatoire de Harvard.
À son retour au Mexique en 1945, il continua à travailler à l'observatoire de Tonantzintla où il fut chargé de la mise en service de la nouvelle chambre de Schmidt de 24-31 pouces et où il s'occupa de l'étude des étoiles très rouges et très bleues. En 1947, il commença à travailler à l'observatoire de Tacubaya de l'UNAM.
Guillermo Haro apporta de nombreuses contributions à l'astronomie d'observation, en particulier avec le télescope de Schmidt de Tonantzintla. Parmi elles fut la détection d'un grand nombre de nébuleuses planétaires dans la direction du centre galactique et la découverte (faite également, de manière indépendante par George Herbig) de condensations non-stellaires dans les nuages denses près des régions de formation récente d'étoiles (appelées maintenant objets Herbig-Haro). Haro et ses collaborateurs découvrirent des étoiles éruptives dans la région de la nébuleuse d'Orion, et ultérieurement dans des amas stellaires d'âges divers. Son travail intense de recherche d'étoiles éruptives se poursuivit jusqu'à la fin de sa vie.
Un autre sujet de recherche important conduit par Haro est l'établissement d'une liste de 8746 étoiles bleues dans la direction du pôle galactique nord publiée conjointement avec W. J. Luyten en 1961. Travail effectué avec le télescope de Schmidt de 48 pouces (1,22 m) de Palomar à l'aide de la technique de photo en trois couleurs développée à Tonantzintla. Au moins 50 de ces objets se révélèrent être des quasars (qui n'avaient pas encore été découverts en 1961). La liste de 44 galaxies bleues, compilée par Haro en 1956, fut à l'origine du travail de Markarian et d'autres pour chercher de telles galaxies. Haro découvrit également plusieurs étoiles de type T Tauri, une supernova, plus de 10 novae et une comète.
Guillermo Haro fut très moteur dans le développement de l'astronomie au Mexique, non seulement grâce à son propre travail de recherche mais également en encourageant le développement de nouveaux organismes. Plus généralement, il définit la recherche astrophysique moderne au Mexique où il initia plusieurs nouveaux thèmes de recherche et établit des politiques scientifiques générales,.